# Erateina staminifera
Erateina staminifera är en fjärilsart som beskrevs av Max Joseph Bastelberger 1909. Erateina staminifera ingår i släktet Erateina och familjen mätare. Inga underarter finns listade i Catalogue of Life.